# Thập niên 1890
Thập niên 1890 hay thập kỷ 1890 chỉ đến những năm từ 1890 đến 1899, kể cả hai năm đó. Không chính thức, nó cũng có thể bao gồm vài năm vào cuối thập niên trước hay vào đầu thập niên sau. Đây là thập kỷ cuối cùng của thế kỷ 19.
Thập kỷ này được đặc trưng bởi sự phục hồi kinh tế quốc tế sau cuộc Suy thoái kéo dài (1873–1896) và bắt đầu tăng trưởng kinh tế mạnh mẽ trong thời kỳ Belle Époque (1896–1914), được thúc đẩy bởi những đổi mới của Cách mạng công nghiệp lần thứ hai với các thành tựu như sự cải thiện của ô tô, dệt may nhân tạo, hóa học hữu cơ, v.v…
Thế vận hội Olympic đầu tiên trong lịch sử hiện đại được tổ chức tại Athens vào năm 1896, với 241 vận động viên từ 14 quốc gia.

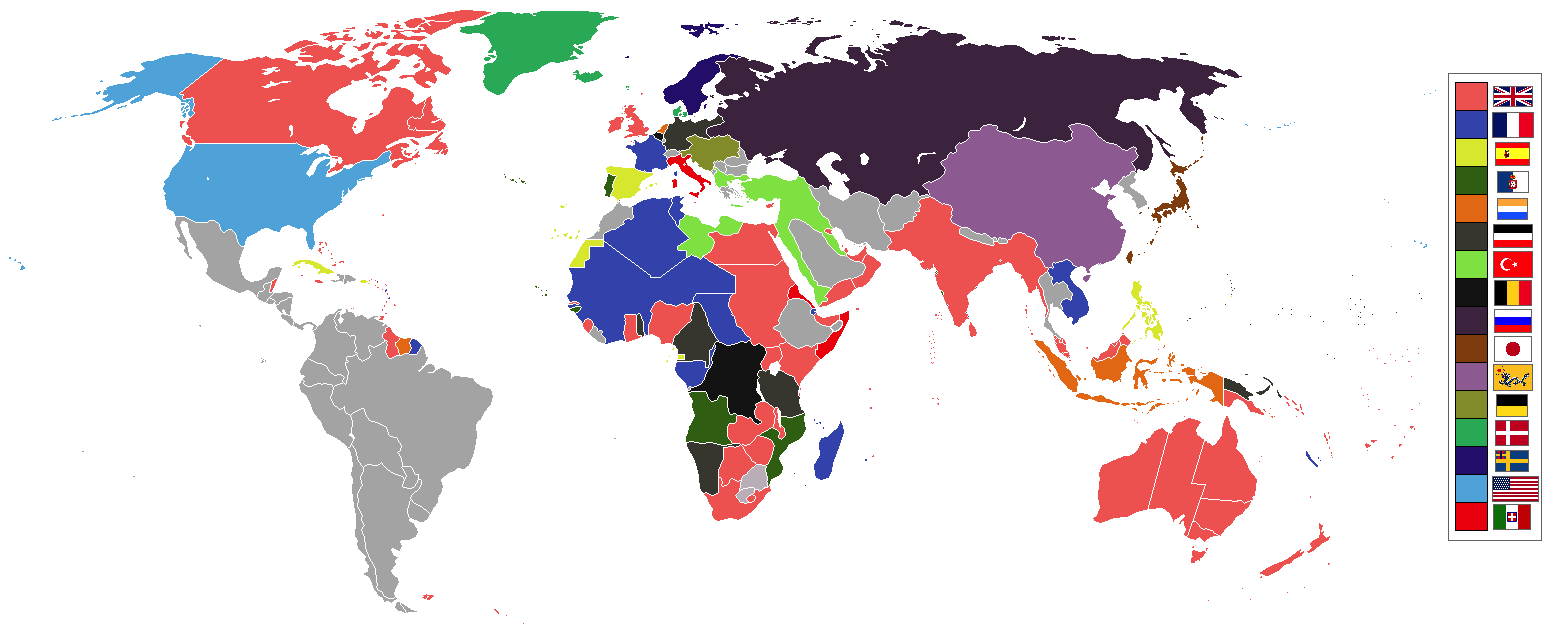
Các đế quốc và thuộc địa vào năm 1898